# Classificació de la Copa del Món de futbol 2014
Per a la Copa del Món de Futbol 2014, disputada al Brasil, es van inscriure un total de 202 seleccions de les que en sortiran 32 que disputaran la fase final de la Copa del Món 2014. Brasil es classificà directament com a país organitzador. Els 201 equips restants es dividiren segons la seva confederació de la següent manera:
- Europa: 53 equips competint per 13 places.
- Amèrica del Sud: 9 equips competint per 4 places més una a decidir amb un representant oceànic, més Brasil classificada directament.
- Amèrica del Nord i el Carib: 35 equips competint per 3 places més una a decidir amb un representant asiàtic.
- Àfrica: 52 equips competint per 5 places.
- Àsia: 43 equips competint per 4 places més una a decidir amb un representant nord-americà.
- Oceania: 11 equips competint una plaça a decidir amb un representant sud-americà.

## Grups de classificació
La selecció espanyola tot i ser la campiona de l'edició anterior no es va classificar automàticament i va haver de superar la ronda classificatòria. El sorteig dels grups de classificació de les diferents confederacions tingué lloc a Marina da Glória a Rio de Janeiro el 30 de juliol del 2011.

### Europa (UEFA)
Per a la zona europea la classificació es farà en dues fases. La primera constarà de 8 grups de 6 equips cadascun i 1 grup de 5 equips. Els primers de cada grup es classificaran directament per la Copa del Món 2010, els 8 millors segons classificats dels grups passaran a la segona ronda on s'emparellaran i els guanyadors també estaran classificats per a la Copa del Món.

### Amèrica del Sud (CONMEBOL)
Aquesta zona es disputa en un grup de classificació únic amb els 9 membres en partits tots contra tots. Els quatre primers es classificaran automàticament. El cinquè es classificarà pel playoff contra el campió oceànic però no per la Copa del Món.

### Àfrica (CAF)
La classificació del grup d'Àfrica es divideix en tres fases. A la primera s'enfronten els 24 equips amb pitjor coeficient FIFA dels quals 12 es classificaran per a la següent fase. La segona fase consta de 10 grups de 4 equips cadascun. Els primers de cada grup passaran a la decisiva tercera fase. En aquesta tercera fase s'emparellaran els 10 equips en eliminatòries directes i els 5 guanyadors obtindran un bitllet per a la Copa del Món 2014.

### Oceania (OFC)
La classificació del grup d'Oceania es divideix en tres fases. A la primera s'enfrontaran els 4 pitjors equips en una lligueta de la que el guanyador es classificarà per a la següent fase. El guanyador de la primera fase i els 7 millors equips de la federació es repartiran en la segona fase en dos grups de 4 equips amb semifinals i final. El guanyador d'aquesta final haurà de disputar el playoff contra el cinquè classificat de la zona asiàtica.

### Àsia (AFC)
Les eliminatòries de l'AFC es desenvoluparen en diverses fases. Les 16 seleccions amb pitjor coeficient FIFA disputaran la primera fase d'on sortiran 8 seleccions. Aquestes 8 i les 22 següents en el ranking FIFA disputaran la segona fase d'on sortiran 15 seleccions. A la tercera fase hi haurà 15 seleccions provinents de la segona fase i les 5 millors seleccions de la Federació que es repartiran en 5 grups de 4. Els primers i segons de cada grup es repartiran en 2 grups de 5 equips, dels quals els 2 primers de cada grup tindran la classificació per a la Copa del Món 2010 i els tercers disputaran una eliminatòria per a saber qui disputa el playoff contra el guanyador de la zona d'Oceania.

### Amèrica del Nord, Central i Carib (CONCACAF)
La classificació d'aquesta zona consta de 4 fases. La primera fase enfrontarà en eliminatòries directes a les pitjors 10 seleccions FIFA. Els 5 guanyadors i les 19 seleccions següents al ranking s'enfrontaran a la segona fase en 6 grups de 4 equips d'on els 6 guanyadors passaran a la següent fase. Els 6 guanyadors de la segona fase i els 6 equips restants es repartiran en 3 grups de 4 d'on els priomers i segons de cada grup es classificaran per a jugar la quarta fase que constarà d'un grup de 6 equips, del qual els 3 millors es classificaran directament per la Copa del Món i el quart classificat jugarà el playoff amb el cinquè classificat de la zona sud-americana.